# Hibike! Euphonium
Hibike! Euphonium ( 響け! ユーフォニアム) là một bộ tiểu thuyết Nhật Bản được viết bởi Takeda Ayano. Câu chuyện lấy bối cảnh ở thành phố Uji, tỉnh Kyoto theo bước hành trình câu lạc bộ âm nhạc trường trung học Kitauji đang trên đà tiến bộ dưới sự chỉ dẫn nghiêm khắc của giáo viên cố vấn mới, Taki Noboru.
Phiên bản manga chuyển thể do họa sĩ Hami minh họa đã được đăng dài kỳ trên Kono Manga ga Sugoi! Web và được xưởng phim hoạt hình Kyoto Animation chuyển thể thành hai mùa anime lần lượt vào các năm 2015 và 2016. Một anime điện ảnh có tựa đề Rizu to Aoi Tori tập trung tình bạn của hai nhân vật phụ trong cốt truyện gốc, Hibike! Euphonium, là Mizore và Nozomi được khởi chiếu vào tháng 4 năm 2018. Vào tháng 4 năm 2019, một dự án anime điện ảnh khác có tựa Hibike! Euphonium Movie: Chikai No Finale đã được công chiếu trên khắp Nhật Bản. Kyoto Animation cũng đã công bố mùa thứ ba của loạt anime chuyển thể tập chung vào năm học thứ 3 của Kumiko ở trường trung học Kitauji.

## Cốt truyện
Câu lạc bộ âm nhạc trường trung học Kitauji đã từng tham gia nhiều giải thưởng âm nhạc quốc gia và là một trường tầm cỡ tại Nhật Bản, nhưng mọi chuyện đã thay đổi khi câu lạc bộ thay đổi giáo viên cố vấn mới và từ đó, họ thậm chí không thể tham gia giải đấu vòng loại. Tuy nhiên nhờ sự hướng dẫn của giáo viên cố vấn mới, Taki Noboru, câu lạc bộ âm nhạc trường trung học Kitauji đã dần trở lại và có lại được những gì mình đã đánh mất trước đây.

## Các chuyển thể

### Tiểu thuyết
Hibike! Euphonium là một cuốn tiểu thuyết Nhật Bản dài 319 trang được viết bởi Takeda Ayano với Asada Nikki phụ trách minh họa bìa truyện. Công ty xuất bản Takarajimasha đã phát hành cuốn tiểu thuyết vào ngày 5 tháng 12 năm 2013. Hai tấp tiếp theo của cuốn tiểu thuyết được phát hành lần lượt vào ngày 5 tháng 3 và 4 tháng 4 năm 2015. Một tập truyện ngắn đã được phát hành vào ngày 25 tháng 5 năm 2015. Năm 2016, một cuốn tiểu thuyết phụ gồm hai tập đã được phát hành vào các ngày 4 tháng 8 và 6 tháng 9. Một spin-off của loạt tiểu thuyết đã được phát hành vào ngày 6 tháng 10 năm 2016. Phần tiếp theo của bộ tiểu thuyết gốc được phát hành vào tháng 8 và tháng 10 của năm 2017 với nội dung diễn ra vào năm học thứ hai của Kumiko và năm ba của Mizore tại trường trung học Kitauji. Một tuyển tập truyện ngắn khác đã được phát hành vào ngày 5 tháng 4 năm 2018. Hai tập tiểu thuyết tiếp theo tập trung vào năm cuối trung học của Kumiko đã được phát hành vào tháng 4 và tháng 5 năm 2019. Phiên bản tiếng Anh của loạt tiểu thuyết được công ty xuất bản Yen Press phát hành từ tháng 6 năm 2017.

### Manga
Một manga chuyển thể từ tập tiểu thuyết đầu tiên do họa sĩ Hami minh họa đã được đăng dài kỳ trên Kono Manga ga Sugoi! Web từ ngày 28 tháng 11 năm 2014 đến ngày 30 tháng 10 năm 2015 và được công ty xuất bản Takarajimasha phát hành thành ba tập tankōbon trong khoảng thời gian từ ngày 3 tháng 4 năm 2015 đến ngày 20 tháng 11 năm 2015. Một manga chuyển thể từ cuốn tiểu thuyết thứ hai đã được xuất bản trong khoảng thời gian từ ngày 8 tháng 9 năm 2016 đến ngày 11 tháng 10 năm 2016. Một bộ manga khác gồm hai tập chuyển thể từ tập tiểu thuyết thứ ba của tác giả Ayano đã được phát hành với tập một phát hành vào ngày 20 tháng 7 năm 2017 và tập thứ hai phát hành vào ngày 26 tháng 8 năm 2017.

### Anime

#### Mùa 1
Phiên bản anime truyền hình chuyển thể mùa 1 gồm 13 tập do Ishihara Tatsuya làm đạo diễn, Hanada Jukki phụ trách kịch bản và Kyoto Animation sản xuất lên sóng truyền hình Nhật Bản từ ngày 8 tháng 4 năm 2015 đến ngày 1 tháng 7 năm 2015. Ca khúc chủ đề là "Dream Solister" trình bày bởi nữ ca sĩ True và ca khúc kết thúc là "Tutti!" (トゥッティ!) do Kurosawa Tomoyo, Asai Ayaka, Toyota Moe và Anzai Chika trình bày. Ca khúc kết thúc tập 8 là bản song tấu giữa trumpet và euphonium mang tên "Ai o Mitsuketa Basho" (愛を見つけた場所 "Nơi chúng ta tìm thấy tình yêu") và tập 13 là bản giao hưởng gió của "Dream Solister". Ở Bắc Mỹ, bộ anime được cấp phép bởi Ponycan USA và bởi Anime Limited tại Vương Quốc Anh. Một tập OVA có tựa đề "Kakedasu Monaka" (かけだすモナカ "Dash, Monaka") đã được phát hành kèm theo BD / DVD vào ngày 16 tháng 12 năm 2015. Xưởng phim hoạt hình Kyoto Animation đã sản xuất một bộ phim điện ảnh thuật lại hành trình của ban nhạc trường trung học Kitauji công chiếu vào ngày 23 tháng 4 năm 2016.

#### Mùa 2

Áp phích phát hành phim điện ảnh Rizu to Aoi Tori tại Nhật Bản

Mùa thứ hai của loạt phim được phát sóng từ ngày 6 tháng 10 năm 2016 đến ngày 28 tháng 12 năm 2016. Ca khúc mở đầu là "Soundscape" (サウンドスケープ Saundosukēpu) được trình bày bởi True và ca khúc kết thúc là "Vivace!" (ヴィヴァーチェ! Vu~ivu~āche!) do Kurosawa, Asai, Toyota, và Anzai trình bày. Ca khúc kết thúc tập 9 là bản solo euphonium của "Sound! Euphonium" (響け! ユーフォニアム Hibike! Yūfoniamu) và ca khúc kết thúc tập 13 là phiên bản trình bày của cả dàn nhạc của "Sound! Euphonium". Một anime ngắn có tựa đề "Hanabi-taikai Kiss e Yōkoso" (花火大会キッスへようこそ！) được phát hành kèm theo tập đầu tiên home video mùa thứ hai được phát hành vào ngày 21 tháng 12 năm 2016. Một phim điện ảnh sơ lược những tình tiết diễn ra trong mùa thứ hai được phát hành vào ngày 30 tháng 9 năm 2017.

#### Phim điện ảnh Rizu to Aoi Tori
Một phim điện ảnh có tựa đề Rizu to Aoi Tori được ra mắt vào năm 2018. Phim được viết đạo diễn bởi Yamada Naoko và Yoshida Reiko phụ trách kịch bản. Phim tập trung vào tình bạn của học sinh trung học và hai nhân vật Mizore và Nozomi khi họ chuẩn bị cho buổi hòa nhạc với dàn nhạc gió của trường; song song đó, bộ phim cũng kể một câu chuyện cổ tích khác. Rizu to Aoi Tori được phát hành vào ngày 21 tháng 4 năm 2018 tại Nhật Bản và có một bản giới hạn khác được phát hành vào ngày 9 tháng 11 năm 2018 tại Hoa Kỳ. Công ty Shout! Factory phát hành bộ phim dưới dạng home video vào ngày 5 tháng 3 năm 2019. Phim nhận được đánh giá tích cực từ các nhà phê bình với phần lớn lời những lời tán dương có cánh dành cho mối quan hệ và tính cách của hai nhân vật chính, nhạc phim và hoạt hình.

#### Mùa 3
Mùa thứ ba của loạt phim chuyển thể được công bố vào năm 2019. Bộ phim sẽ tập trung vào năm học thứ 3 của Kumiko tại trường trung học Kitauji. Mùa này có tên là Kumiko 3-nensei (久美子3年生編) và sẽ phát sóng truyền hình vào năm 2024.

## Đón nhận
Vào tháng 4 năm 2018, có thông tin cho rằng tiểu thuyết gốc đã xuất bản hơn 1,4 triệu bản in tại Nhật Bản.